# Валлианос, Панагис
Панагис Валлианос (греч. Παναγής Βαλλιάνος; 1814, Керамьес, остров Кефалиния — 1902, Лондон) — греческий предприниматель и судовладелец, меценат, «отец современного греческого судоходства».

## Биография
Панагис Валлианос родился в 1814 году в селении Керамьес, на греческом (тогда под британским контролем) острове Кефалиния. Панагис был пятым ребёнком в семье Афанасия Валлианоса и Керасо Кампитси.
В селе не было школы, и семья не располагала средствами поручить образование детей какому-либо учителю или священнику. Сам Панагис Валлианос, так же как и все его братья, оставался безграмотным. Со временем они научились элементарному письму и чтению. Панагис, как и многие его земляки, первоначально стал моряком, но позже эмигрировал, став членом греческой диаспоры.

## Россия
Панагис присоединился к своим братьям Мариносу и Андреасу и первоначально поселился в Таганроге (Российская империя) в 1840 году. Российские власти создали благоприятную для переселения греков в Таганрог деловую атмосферу. В разное время органы городского самоуправления возглавляли греки С. Вальяно (однофамилец и земляк Панагиса, возможно и родственник), К. Г. Фоти, А. Н. Алфераки, П. Ф. Иорданов. В целом греки заняли доминирующую позицию в торговле российским зерном и стали крупнейшими зерновыми экспортёрами Причерноморья и Приазовья.
Более известным в истории Таганрога остался Маринос Валлианос, под именем Вальяно, Марк Афанасьевич. В некоторых исторических источниках Таганрога Марк (Маринос) Валлианос именуется самым знаменитым таганрожцем… сразу после Чехова. Марк в этих источниках именуется «главным импортёром и экспортёром таганрогского порта». К концу своей жизни Марк стал известен скандальным коррупционным делом Таганрогской таможни 1881 года, в ходе которого его защиту представлял на суде выдающийся российский юрист еврейского происхождения А. Я. Пассовер.
Греческая историография акцентирует внимание на Панагисе Валлианосе. Созданная братьями в 1840-х годах компания «Братья Валлианос» сконцентрировала свою деятельность на торговле зерном, получая хорошую прибыль от высоких цен на зерно во время Крымской войны. Братья скупали значительную часть зерновой продукции России и были пионерами зерновых контрактов на фьючерсной бирже. Греческая историк Марианна Коромила считает самым существенным фактором коммерческого успеха Панагиса Валлианоса прорыв его кораблями блокады, установленной британским флотом. После окончания войны, когда многие греческие коллеги Валлианосов затруднялись найти грузоотправителей из «Великих держав», компания «Братья Валлианос» вмешалась и предложила им финансирование и транспортировку на собственных судах.

## Лондон
Панагис Валлианос перевёл свой бизнес в Лондон в 1858 году, в качестве торговца зерном, банкира и грузоотправителя, но сохранил контакты с Россией через своих братьев. Торговая греческая община Лондона пοмогла ему вступить в Балтийскую Биржу, откуда ведёт отсчёт расцвет его бизнеса. Его торговые операции из Лондона, обходя жёсткое торговое законодательство Греции, позволяли ему давать займы другим греческим предпринимателям для судостроения; как он заявлял, его желанием было «покрыть море густым лесом греческих мачт».

## Наследие
Фирма «Братья Валлианос» продолжила свою деятельность после смерти Панагиса Валлианоса и пережила потерю её традиционных рынков в России и Турции после Первой мировой войны, концентрируя своё внимание на судоходстве и финансах; этим компания содействовала развитию греческого судоходства и росту числа династий греческих судовладельцев.
Тем не менее, Панагиса Валлианоса помнят в Греции более всего как мецената, вложившего значительный вклад в создание Национальной библиотеки в Афинах. В 1884 году Валлианос предоставил греческому правительству пожертвование в 1 млн драхм, разрешив использовать сумму на первоочерёдной важности проекты, по усмотрению правительства, при условии что новое учреждение будет называться именем братьев Валлианос. Правительство сочло делом первостепенной важности строительство тюрьмы, получившей это имя (одновременно была построена вторая тюрьма, на деньги банкира и мецената Андреаса Сингроса). Валлианос также пожертвовал деньги на строительство греческого православного кафедрального храма Святой Софии в Лондоне и греческого православного кладбища в пределах West Norwood Cemetery. На этом кладбище Панагис похоронен в большом неоклассическом мавзолее, прототипом которого послужила афинская Башня Ветров; сегодня мавзолей включён в британский список архитектурных памятников Grade II.
К моменту своей смерти Панагис Валлианос был чрезвычайно богат (его состояние оценивалось в 3 млн фунтов), и он завещал значительные суммы в Кефалинии с благотворительными целями. В городе Ликсури на родном острове Валлианос основал профессиональное училище, способствовавшее профессиональной технической ориентации молодёжи острова. В честь Панагиса Валлианоса центральная площадь столицы острова Кефалиния города Аргостолион именуется площадью Валлианоса, и на ней установлена статуя этого предпринимателя и мецената.
Внучка Панагиса Валлианоса, героиня французского Сопротивления,  Элен Валиано была расстреляна в Каннах 15 августа 1944 года. Мемориальные плиты в честь Элен Валиано установлены в Каннах, на месте расстрела, и в поместье Валлианосов в Керамьес, на острове Кефалиния.